# Münzkirchen
Münzkirchen ist eine Marktgemeinde in Oberösterreich im Bezirk Schärding  im Innviertel mit 2575 Einwohnern (Stand 1. Jänner 2025).

## Geografie
Münzkirchen liegt auf 486 m Höhe im Innviertel. Die Ausdehnung beträgt von Nord nach Süd 6,3 km, von West nach Ost 7,6 km. Die Gesamtfläche beträgt 21,03 km². 25,6 % der Fläche sind bewaldet, 65,9 % der Fläche sind landwirtschaftlich genutzt.

### Gemeindegliederung
Das Gemeindegebiet umfasst folgende 15 Ortschaften (in Klammern Einwohnerzahl Stand 1. Jänner 2025):
- Eisenbirn (51)
- Eitzenberg (97)
- Feicht (49)
- Ficht (101) samt Altenbuch, Einödhäuseln und Ranzen
- Freundorf (90) samt Mörxing
- Füchsledt (2)
- Geibing (41) samt Groß-Geibing und Klein-Geibing
- Hötzenberg (24)
- Landertsberg (72) samt Kaltenmarkt
- Ludham (18)
- Münzkirchen (1921) samt Maierau
- Prackenberg (16)
- Raad (37)
- Schießdorf (37)
- Wilhelming (19)

Die Gemeinde besteht aus den Katastralgemeinden Eisenbirn, Freundorf, Hofalt, Landertsberg, Münzkirchen und Schießdorf.
Die Gemeinde liegt im Gerichtsbezirk Schärding.

### Nachbargemeinden
| Schardenberg         | Esternberg                                  |                     |
| Rainbach im Innkreis | Kompassrose, die auf Nachbargemeinden zeigt | St. Roman           |
|                      | Diersbach                                   | Kopfing im Innkreis |

## Geschichte
Ab 1040 ist die Mutterpfarre Mosiliskirchen genannt, seit 1136 findet die Hofmark als noch heute erhaltener historischer Ortskern Erwähnung.
Zur Zeit der frühen Kirchenorganisation im Mittelalter bildete Münzkirchen eine eigene Urpfarre. Sie bestand, ebenso wie die Pfarre St. Weihflorian, aus Gebieten, die ursprünglich zur Pfarre St. Severin in der Passauer Innstadt  gehört hatten. 1182 wurde St. Severin mit dem für die Verwaltung der Innbrücke zuständigen „Innbruckamt“ dem St. Ägidien-Spital in der Innstadt inkorporiert. Das „Innbruckamt“ verwaltete seither auch die dem Spital inkorporierten Pfarren, die vom jeweiligen „Bruckpfarrer“ zu vergeben waren. Zu diesen zählten neben St. Severin mit Schardenberg und Wernstein auch St. Weihflorian, Kellberg, Hauzenberg, Kopfing, Münzkirchen und Tettenweis.
Seit Gründung des Herzogtums Bayern war der Ort bis 1779 bayrisch und kam nach dem Frieden von Teschen mit dem Innviertel (damals 'Innbaiern') zu Österreich. Während der Napoleonischen Kriege wieder kurz bayrisch, gehört er seit 1814 endgültig zu Oberösterreich.
Nach dem Anschluss Österreichs an das Deutsche Reich am 13. März 1938 gehörte der Ort zum Gau Oberdonau. Nach 1945 erfolgte die Wiederherstellung Oberösterreichs.
Am 11. Oktober 1959 wurde Münzkirchen zur Marktgemeinde erhoben.

### Einwohnerentwicklung
1991 hatte die Gemeinde laut Volkszählung 2.522 Einwohner, 2001 dann 2.573 Einwohner. Von 2001 bis 2011 nahm die Abwanderung zu und konnte durch die positive Geburtenbilanz nicht mehr ausgeglichen werden, sodass die Bevölkerungszahl auf 2.556 zurückging, um bis 2018 wieder auf 2.572 zu steigen.

## Kultur und Sehenswürdigkeiten

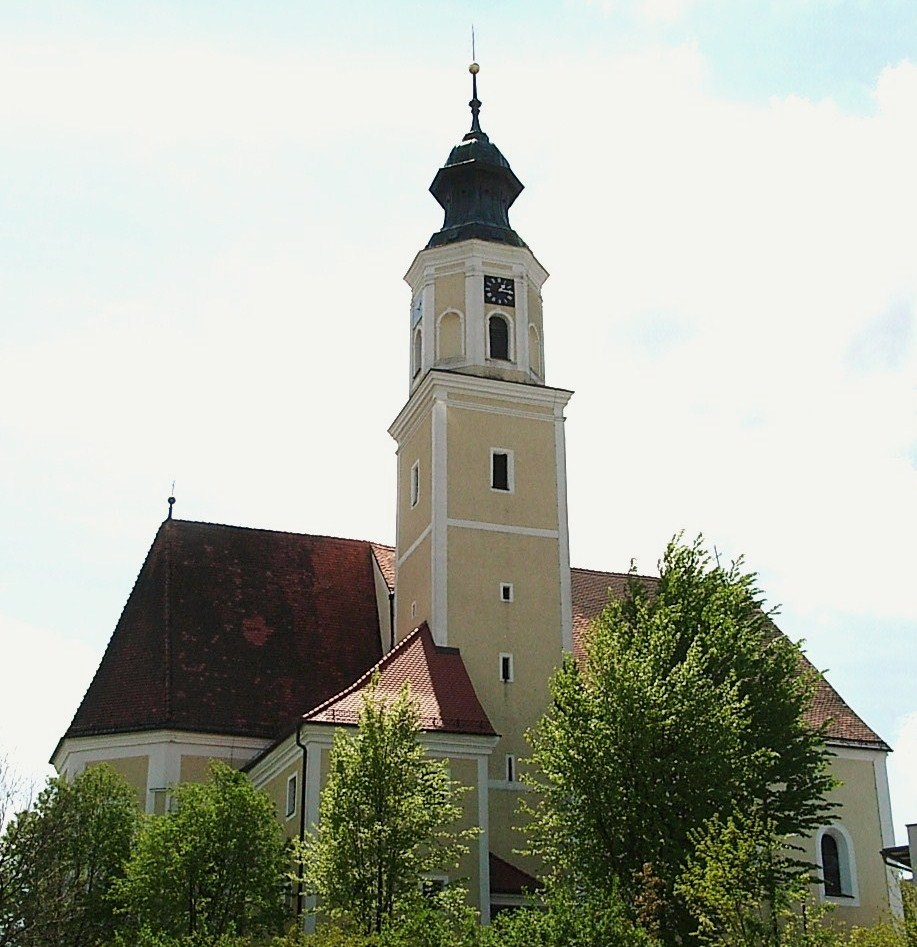
Pfarrkirche Münzkirchen

- Katholische Pfarrkirche Münzkirchen Mariä Himmelfahrt: 1253 erste urkundliche Erwähnung, der heutige Bau, ein dreischiffiges Langhaus, unterteilt von Pfeilern, stammt aus der Barockzeit. Beim 1. Brand 1719 wurden auch die Turmkuppel, 4 Glocken, die Turmuhr und das Kirchendach ein Raub der Flammen. Es wird angenommen, dass 1720 der Stadtmaurermeister Josef Hertl und der Stadtzimmermeister Andreas Höretzhuber die Meister der Wiederherstellung der Pfarrkirche waren. Im Jahre 1729 wurden das Oratorium aufgerichtet, die Sakristei vergrößert und die Altäre renoviert. 1761 wurde ein neuer, schön hergestellter, gut gefasster Hochaltar aufgestellt und 1766 eine neue Kanzel errichtet. Im Zuge von Renovierungsarbeiten wurden 1961 gotische Fresken im Presbyterium freigelegt.
- Filial- und Wallfahrtskirche St. Sebastian: Die Filialkirche St.Sebastian wurde 1635 nach überstandener Pest von der Gemeinde erbaut: einschiffig, fünfjochig und stichkappentonnengewölbt mit einer Halbkreisapsis, mit drei Altären und einer Kanzel. 1729 wurde die Kirche erweitert. In der Kirche sind der Hochaltar mit schönen Statuen von 1635–1640, das Tabernakel und die Kanzel aus dem 18. Jahrhundert sowie ein gotisches Kruzifix aus dem 15. Jahrhundert zu bewundern. Seit der Verlegung des Friedhofes im Jahre 1973 ist die Kirche auch Friedhofskirche, sie wird aber auch als Hochzeitskirche verwendet.
- Erdställe von Münzkirchen aus dem Hochmittelalter: Der erste Erdstall befindet sich im Gasthaus neben der Kirche des Ortes. Er ist 23 Meter lang und besitzt ein horizontales Schlupfloch sowie acht Sitznischen. Zur Besichtigung werden Führungen vom Altbürgermeister angeboten. Der zweite Erdstall befindet sich beim Bauer in Hof. Er besteht aus drei Kammern, die über Schlupflöcher miteinander verbunden sind.[6]

## Wirtschaft und Infrastruktur
Es sind 70 Betriebe mit insgesamt 353 Arbeitsplätzen in Münzkirchen ansässig.
Auch hat Münzkirchen seit 5. Juli 1848 bzw. 26. Jänner 1849 folgende Privilegien:
- Jahrmarkt: 25. Jänner, Osterdienstag, 2. Juli und 21. September
- Viehmarkt: 21. September

### Vereine
- Sportvereine: ÖTB Turnverein Münzkirchen 1881, FC Münzkirchen, Badmintonclub Münzkirchen, Sportunion Münzkirchen, UTC Münzkirchen (Tennis);
- Feuerwehren: FF Münzkirchen, FF Schießdorf, FF Kaltenmarkt, FF Eisenbirn, FF Reikersham
- Kulturvereine: KULTUR AG, Volkstanzgruppe Münzkirchen, Briefmarkensammlerverein Münzkirchen, Trachtenkapelle Münzkirchen

## Politik

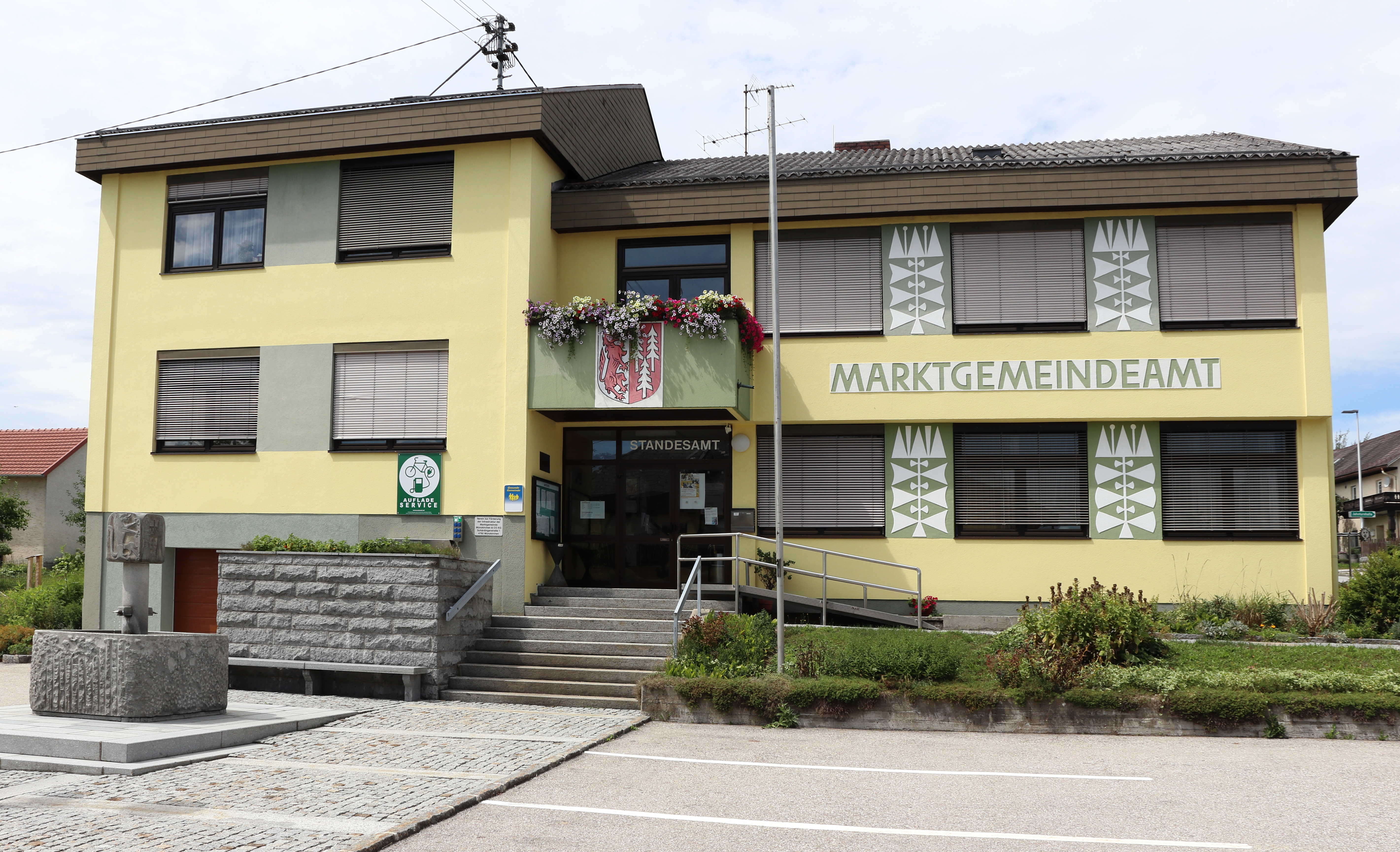
Marktgemeindeamt

### Gemeinderat
Der Gemeinderat hat 25 Mitglieder.
- Mit den Gemeinderats- und Bürgermeisterwahlen in Oberösterreich 2003 hatte der Gemeinderat folgende Verteilung: 14 ÖVP, 7 SPÖ und 4 FPÖ.
- Mit den Gemeinderats- und Bürgermeisterwahlen in Oberösterreich 2009 hatte der Gemeinderat folgende Verteilung: 11 ÖVP, 8 SPÖ und 6 FPÖ.
- Mit den Gemeinderats- und Bürgermeisterwahlen in Oberösterreich 2015 hatte der Gemeinderat folgende Verteilung: 9 SPÖ, 9 ÖVP und 7 FPÖ.
- Mit den Gemeinderats- und Bürgermeisterwahlen in Oberösterreich 2021 hat der Gemeinderat folgende Verteilung: 12 ÖVP, 8 SPÖ und 5 FPÖ.[7]

### Bürgermeister
- bis 2009 Franz Haas (ÖVP)
- seit 2009 Helmut Schopf (SPÖ)[8]

### Wappen
Blasonierung: Gespalten; rechts in Silber ein zugewendeter roter, schwarz gewaffneter, aufgerichteter Wolf; links in Rot drei silberne, wurzellose Nadelbäume, zwei zu eins gestellt. Die Gemeindefarben sind Weiß-Rot.

## Persönlichkeiten

### Söhne und Töchter der Gemeinde
- Ignaz Dullinger (1803–1878), Hof- und Kirchenmaler
- Maria Mandl (1912–1948), Oberaufseherin im Vernichtungslager Auschwitz-Birkenau
- Johann Brait (* 1937), Landwirt und Politiker (ÖVP)
- Franz Breid (* 1940), Priester und Theologe
- Judith Huemer (* 1969), Künstlerin und Hochschulprofessorin
- Florian Grünberger (* 1980), Politiker (ÖVP), Landtagsabgeordneter

### Mit der Gemeinde verbundene Persönlichkeiten
- Hans Polterauer (* 1958), bildender Künstler, der als Objektkünstler und Zeichner tätig ist[9]